# Сусликов, Григорий Филиппович
Сусликов Григорий Филиппович (19 августа 1926, Татарская АССР — 13 марта 1996, Санкт-Петербург) — советский управляющий в горнорудной промышленности. Кандидат технических наук (1968). Лауреат Премии Совета Министров СССР (1983).

## Биография
Родился 19 августа 1926 года в Татарстане.
В 1952 году окончил Магнитогорский горно-металлургический институт.
В 1945—1952 годах — мастер, начальник смены Магнитогорского металлургического комбината. В 1952—1965 годах — заведующий лабораторией, заместитель директора завода «Сибэлектросталь». В 1965—1971 годах — заведующий отделом обогащения института «Механобр».
В 1971—1987 годах — директор института «Механобрчермет» (Кривой Рог).
Руководил проектами по реконструкции и внедрению новой техники на горно-обогатительных комбинатах СССР. Участвовал в подготовке 100 научных работ и проектов. Член редколлегии «Горного журнала», участник ВДНХ СССР.
Умер 13 марта 1996 года в Санкт-Петербурге.

## Награды
- Премия Совета Министров СССР (1983);
- Орден Дружбы народов;
- Орден «Знак Почёта».